# Sulcanus conflictus
Sulcanus conflictus is een eenoogkreeftjessoort uit de familie van de Sulcanidae. De wetenschappelijke naam van de soort is voor het eerst geldig gepubliceerd in 1945 door Nicholls.